# Jakob Schmidt (Mediziner)
Jakob Schmidt (* 1. Januar 1653 in Quedlinburg; † 5. Januar 1705 ebenda) war ein deutscher Mediziner, Stadtarzt in Quedlinburg und Mitglied der Gelehrtenakademie „Leopoldina“.
Jakob Schmidt wurde im Jahr 1680 in Jena zum Doktor der Medizin promoviert. Er praktizierte als Stadtarzt in Quedlinburg und war Hofarzt des Königs von Preußen. Am 25. November 1682 wurde Jakob Schmidt mit dem Beinamen PODALIRIUS III. als Mitglied (Matrikel-Nr. 110) in die Leopoldina aufgenommen.